# Révolutions atlantiques
 (octobre 2008).
Améliorez-le ou discutez des points à vérifier. 
 (octobre 2008).
Si vous disposez d'ouvrages ou d'articles de référence ou si vous connaissez des sites web de qualité traitant du thème abordé ici, merci de compléter l'article en donnant les références utiles à sa vérifiabilité et en les liant à la section « Notes et références ».

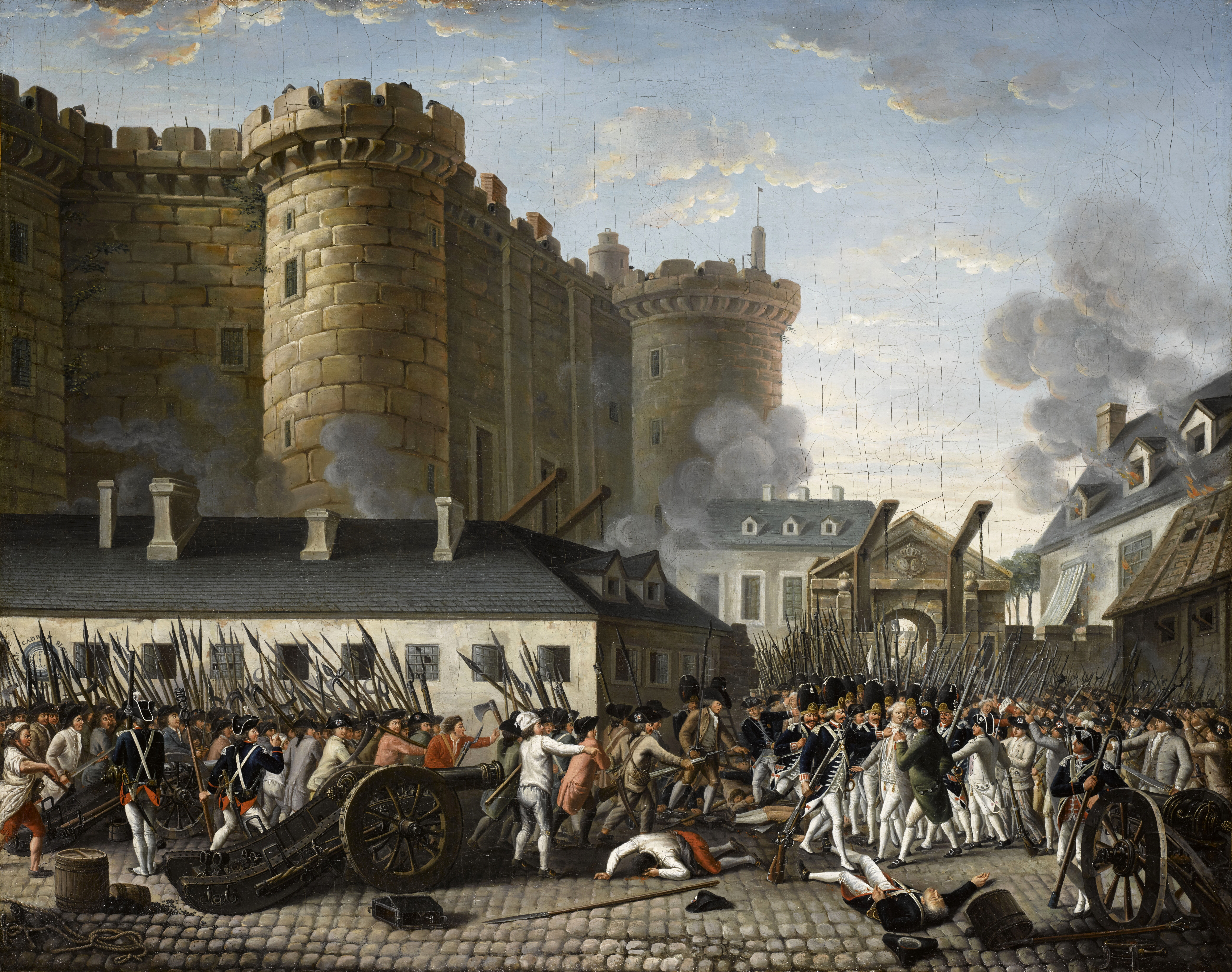
Prise de la Bastille, le 14 juillet 1789, marquant le début de la Révolution française.

Le concept de révolution atlantique est un terme couvrant l’ensemble des révolutions de la fin du XVIIIe siècle et du début du XIXe siècle (1760-1830). Ces révolutions sont associées au siècle des Lumières.

## Concept
Les historiens Jacques Godechot et Robert Palmer — qui parle quant à lui de « révolution occidentale » — sont les deux principaux auteurs à l'origine du concept : ils ont chacun produit un ouvrage sur cette théorie après une communication commune au Congrès international des sciences historiques de Rome, en 1955.

## Révolutions et guerres associées
- République corse (1755-1769)
- Rébellion de Pontiac (1763-1766)
- Première guerre des Caraïbes (1769-1773)
- Révolution américaine (1773-1783)
- Révolution brabançonne (1787-1790)
- Révolution française (1789-1799)
- Révolution liégeoise (1789-1795)
- Révolution haïtienne (1791-1804)
- Guerre russo-polonaise de 1792 (1792) et Insurrection de Kościuszko (1794)
- Révolution batave (1795-1801)
- Révolte d'esclaves de Curaçao de 1795 (en)
- Révolte de Fédon (en) (Grenade, 1795-1796)
- Seconde guerre Marron (en) (Jamaïque, 1795-1796)
- Seconde guerre des Caraïbes (Saint-Vincent, 1795-1797)
- Expédition d'Irlande (1798)
- Guerre d'indépendance espagnole (1808-1814), Cortes de Cadix (1810-1814)
- Guerre d'indépendance du Mexique (1810-1821)
- Révolte de La Nouvelle-Orléans (1811)
- Guerre suédo-norvégienne (1814)
- Guerres d'indépendance en Amérique du Sud
  - Guerre d'indépendance de l'Argentine (1810-1818)
    - Révolution de Mai (Argentine et pays proches)

  - Guerre de Bolívar
  - Guerre d'indépendance de Bolivie (1809-1825)
  - Guerre d'indépendance du Brésil (1822-1825)
  - Guerre d'indépendance du Chili (1813-1826)
  - Guerre d'indépendance de l'Équateur (1820-1823)
  - Guerre d'indépendance du Pérou (1820-1824)
  - Guerre d'indépendance du Venezuela (1810-1823)

Ces révolutions ont mis en avant les droits de l'homme, la liberté individuelle, une idée de souveraineté individuelle (prédite par John Locke ou Jean-Jacques Rousseau) et la création d’un contrat social qui se traduit en général dans une constitution. Ce phénomène a conduit à la fin de la féodalité et parfois même de la monarchie. Les symboles utilisés furent la Liberté, le bonnet phrygien, l'Arbre de la liberté ou bien encore la Dame Liberté (comme Marianne).

## Personnages et groupes

### États-Unis
- George Washington
- Thomas Jefferson
- Benjamin Franklin
- John Adams
- Marquis de Lafayette

### France
- Montesquieu
- Marquis de Lafayette
- Maximilien de Robespierre
- Jean-François Reubell
- Société des amis des Noirs
- Jacobins (1789-1794)

### Belgique (actuelle)
- Jean-André van der Mersch
- Henri van der Noot
- Jean-François Vonck
- Pro aris et focis

dont Liège
- Jean-Remy de Chestret
- Jean-Nicolas Bassenge
- Jacques-Joseph Fabry

### Grande-Bretagne
- Richard Price et Joseph Priestley
- Thomas Paine (aussi en France et  Amérique du Nord)
- Society of the Friends of the People (en) ( 1792-)
- London Corresponding Society (Londres)
- Société des Écossais unis (Écosse)
- Société des Irlandais unis (1791-1804)
- Society of the United Englishmen

### Autres pays
- Fils de la Liberté (Amérique du Nord)
- Patriote (Pays-Bas)
- Loge Lautaro (Amérique du Sud)
- Toussaint Louverture Haïti
- Francisco de Miranda  (Amérique du Sud)
- Société des Fils de la Liberté (Québec, 1837)
- Tadeusz Kościuszko  (Pologne, 1746-1817)
- Simón Bolívar (Amérique du Sud)